# 単系進化
単系進化（たんけいしんか、英: Unilineal evolution (classical social evolution(ism)とも）は社会と文化の進化に関する19世紀の社会理論である。当時、西洋の文化は社会進化の頂点だと信じていた種々の社会学者と人類学者の多くの競合した理論から成っている。一般的に学会ではこの理論は廃れた理論と見なされている。